# Triphenylphosphitozonid
Triphenylphospitozonid ist eine organische Verbindung aus der Gruppe der Phosphitozonide. Es dient als Quelle für Singulett-Sauerstoff.

## Herstellung
Triphenylphospitozonid kann durch Reaktion von Triphenylphosphit mit Ozon bei −78 °C hergestellt werden. Die Reaktion kann beispielsweise in Dichlormethan durchgeführt werden.

## Eigenschaften und Reaktionen
Die Verbindung zersetzt sich bei etwa −15 °C zu Triphenylphosphat und Singulett-Sauerstoff. Letzterer kann en-Reaktionen eingehen, zum Beispiel mit Dienen und Anthracenen, und kann Alkene in allylischer Position zu Hydroperoxiden oxidieren. Die Freisetzung von Singulett-Sauerstoff wird durch Pyridin katalysiert. Bei Temperaturen, bei denen kein Sauerstoff freigesetzt wird, kann trotzdem eine Reaktion mit Alkenen stattfinden, bei der formal ein Sauerstoffmolekül übertragen wird. Je nach Reaktionsmechanismus können dann unterschiedliche Produkte entstehen, beispielsweise endo-Peroxide durch [2+2]-Cycloaddition mit Singulett-Sauerstoff oder Hydroperoxide über einen anderen Mechanismus.